# Esfahan
Esfahān (o Isfahān o Ispahān, in persiano اِصفَهان‎ · ) è una città nell'Iran centrale con 2.800.000 abitanti (stima 2016), posta sul fiume Zayandeh, a 400 chilometri dal Golfo Persico a un'altezza di 1590 metri sopra il livello del mare, tra i monti Zagros. È la capitale della provincia di Esfahan con 4.600.000 abitanti (stima 2006) e con una superficie di 107.027 km².
Esfahān è ben nota per le bellezze architettoniche e per i suoi giardini pubblici. Secondo un adagio persiano "Esfahān è metà del mondo" (Esfahān nesf-e jahān). La città ha subito danni durante la guerra scatenata contro l'Iran dall'Iraq di Saddam Hussein, ma in seguito è tornata all'antico splendore anche grazie ad opere di restauro e di conservazione, tra cui quella italiana dell'Istituto italiano per l'Africa e l'Oriente (IsIAO), guidata dall'architetto Eugenio Galdieri.

## Geografia fisica
Esfahan è sita in una fertile pianura pluviale ed è circondata dalle zone montuose di Firaydān e Chahār Maḥall, a nord e nordovest confina con l'altopiano dove prevale l’agricoltura nelle oasi, mentre a est confina con il kavīr (deserto salato).
L'unico grave terremoto registrato nella zona fu quello del 950.

## Clima
Il clima a Esfahān è semi-arido con siccità estiva. La principale sorgente d'acqua è il fiume Zayandeh, la cui acqua in passato veniva utilizzata secondo precisi criteri; tuttavia con l'aumento della popolazione e le esigenze dell'industria, l'acqua viene ora estratta dal fiume a monte di Esfahān, per cui nell'ultimo decennio il fiume è in secca in città.
Vi è una notevole escursione termica, sia diurna che stagionale. Le precipitazioni sono più abbondanti nelle zone montuose (circa 25 cm annui, con forti nevicate in inverno), mentre in città si registrano piogge di 12,7 cm l'anno, concentrate tra novembre e aprile. I venti provengono in genere da nordovest in inverno e da sudest in estate. Nelle zone montuose gli inverni sono rigidi, mentre l'estate non è eccessivamente calda. L'umidità è bassa.
| Dati riferiti agli ultimi due decenni del XX secolo | Mesi | Mesi | Mesi | Mesi | Mesi | Mesi | Mesi | Mesi | Mesi | Mesi | Mesi | Mesi | Stagioni | Stagioni | Stagioni | Stagioni | Anno |
| Dati riferiti agli ultimi due decenni del XX secolo | Gen  | Feb  | Mar  | Apr  | Mag  | Giu  | Lug  | Ago  | Set  | Ott  | Nov  | Dic  | Inv      | Pri      | Est      | Aut      | Anno |
| --------------------------------------------------- | ---- | ---- | ---- | ---- | ---- | ---- | ---- | ---- | ---- | ---- | ---- | ---- | -------- | -------- | -------- | -------- | ---- |
| T. max. media (°C)                                  | 9    | 12   | 17   | 22   | 28   | 34   | 36   | 35   | 31   | 24   | 17   | 11   | 10,7     | 22,3     | 35       | 24       | 23   |
| T. media (°C)                                       | 3,5  | 5,5  | 10,5 | 15,5 | 21,0 | 26,0 | 29,0 | 27,0 | 23,5 | 17,0 | 10,0 | 5,5  | 4,8      | 15,7     | 27,3     | 16,8     | 16,2 |
| T. min. media (°C)                                  | −2   | 0    | 5    | 9    | 14   | 19   | 21   | 20   | 15   | 9    | 4    | −1   | −1       | 9,3      | 20       | 9,3      | 9,4  |
| Precipitazioni (mm)                                 | 17   | 14   | 18   | 19   | 9    | 1    | 1    | 0    | 0    | 4    | 10   | 20   | 51       | 46       | 2        | 14       | 113  |

## Storia

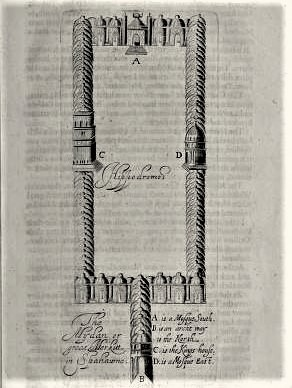
Piazza Naqsh-e jahàn, disegno del viaggiatore Sir Thomas Herbert, I baronetto (1606-1682), anno 1628

Il saccheggio di Esfahan da parte di Tamerlano, miniatura di un manoscritto del Timurnama ("il libro di Tamerlano", o Zafarnama - "libro della vittoria", 1533)

Esfahān è una città molto antica e i geografi classici vi fanno riferimento con il termine Aspadana, anche se ai tempi non godeva di grande importanza. Durante l'impero sasanide in questo punto sorgeva la città di Jay (in greco Gabai), la cui fondazione fu attribuita ad Alessandro Magno. Il nome Jay compare anche su alcune monete coniate dopo la conquista araba della città. In epoca sasanide la città era molto importante, tanto da avere delle mura con quattro porte, una delle quali era chiamata Porta degli ebrei per via della folta comunità ebraica che vi risiedeva, la quale assegnò alla parte principale della città il nome di Yahūdiyya.
Con l'arrivo degli arabi, Esfahan fece parte della provincia del Jibāl, corrispondente all'antica Media, e che dal VI al XII secolo divenne nota come ʿIrāq-i ʿAjam. Secondo la scuola di Kufa, Esfahan venne conquistata nel 641-642 su ordine di ʿUmar ʿAbd Allāh ibn ʿItbān. La città si sarebbe arresa a condizione che la jizya (la tassa sui non musulmani) fosse sostituita da un tributo annuale. Gli storici di Bassora invece riportano che la città venne conquistata da Abu Musa al-Ash'ari dopo la battaglia di Nihavand e che vi fossero imposti sia la jizya che il kharāj.
Sotto gli Omayyadi Esfahan non fu immune dalle incursioni dei kharigiti, in particolare dalla setta degli azraqiti, la cui rivolta venne sedata con successo da Attab ibn Warqa nel 687-88. A partire dal 749 fece parte del califfato abbaside. Sotto Hārūn al-Rashīd, Qom venne separata da Esfahan, e i suoi successori avviarono importanti riforme fiscali per la città, che continuò a essere un importante centro economico e culturale nonostante le turbolenze politiche e le numerose ribellioni.
Il declino abbaside, le lotte tra governatori locali e la crescente pressione delle milizie curde e daylamite portarono all'ascesa dei Buyidi, che controlleranno Esfahan a metà del X secolo, e poi dei Ghaznavidi. In questo periodo la città si dotò di una cinta muraria e di una cittadella nel quartiere Ṭabarak (attribuita a Mu'ayyad al-Dawla o Rukn al-Dawla). La città venne descritta come esportatrice di sete e tessuti verso Iraq e Khorasan ed ebbe un ruolo importante a livello commerciale paragonabile solo a Rey nella Persia centrale.
Quando Toghrul Beg, sovrano dei Grandi Selgiuchidi, la conquistò nel 1055 e la scelse come capitale del suo Sultanato, Esfahan visse la sua età dell'oro. Naser-e Khosrow la descrisse come la città più prospera e popolosa della Persia: vennero costruite imponenti mura, moschee-cattedrali, bazar e caravanserragli. Le esenzioni fiscali consentirono una rapida ripresa economica, venne costruito il quartiere Gulbār con la Maydān Kuhna ("piazza vecchia"), futuro centro politico cittadino, venne ampliata la moschea del Venerdì, costruita la fortezza di Shahdiz e fondata la Nizamiyya locale. Sotto i selgiuchidi Esfahan divenne un importante centro del sunnismo.
Alla morte di Malik Shah I, Esfahan divenne un teatro di guerra tra i vari pretendenti al trono. La guerra civile del 1097–1104 favorì l'ascesa dei Bāṭini, una setta fondata da Aḥmad ibn ʿAbd al-Malik ʿAṭṭāsh, che conquistarono le roccaforti di Shāhdiz e Khān Linjān. Esfahan venne poi occupata dai Mongoli, che in seguito ad una rivolta degli abitanti saccheggiarono la città e sterminarono la popolazione. Perse anche importanza politica in favore dell'Azerbaigian e di Herat.
Nel 1502 venne conquistata dai Safavidi, che ne fecero la loro capitale. A qual punto la città tornò a vivere un'epoca fiorente. Vennero costruiti i maggiori monumenti che si conservano oggi, come la Piazza Naqsh-e jahàn (patrimonio UNESCO), la moschea dello Scià, il Palazzo Ali Qapu, la moschea dello sceicco Lotfollah e il Bazar Reale. Per stimolare il commercio internazionale vennero accolti diversi mercanti armeni, che andarono a popolare il quartiere di Nuova Julfa, e vennero costruiti 1.802 caravanserragli, 273 bagni pubblici e 48 madrase. A quel tempo la città era cosmopolita e accoglieva armeni (mercanti tessili), ebrei, indiani baniani (ṣarrāf , "cambiavalute"), zoroastriani e musulmani.
Con i Safavidi Esfahan si convertì all'Islam duodecimano. Se con ʿAbbās I il Grande le minoranze religiose venivano tutelate, i suoi successori avviarono persecuzioni contro i sunniti, i sufi e le altre fedi minoritarie. Nel 1722 gli afghani approfittarono del governo debole e corrotto di Sultan Husayn per conquistare la città. L'esercito di Mahmud Hotak la saccheggiò e ne ridusse la popolazione da 0,6-1 milioni a meno di 200.000 abitanti.
Quando Nadir Shah restaurò il dominio safavide nel 1736, la capitale venne spostata a Mashhad, ed Esfahan era ormai una città in declino. Con i Qajar la capitale divenne Teheran, tuttavia Esfahan continuò a essere per un certo periodo la principale città commerciale dell’impero, anche se presto dovette cedere il passo a Tabriz nella seconda metà del XIX secolo. Due importanti carestie a fine Ottocento contribuirono a decimare ulteriormente la città.
Esfahan ebbe un ruolo di primo piano durante la rivoluzione costituzionale persiana. Agli inizi del Novecento venne inaugurata una zona industriale che produceva tessuti, tappeti e stoffe di cotone e seta.
Nel 1930 lo scià Reza Pahlavi ordinò un ampio progetto di ricostruzione delle rovine.

## Monumenti e luoghi d'interesse

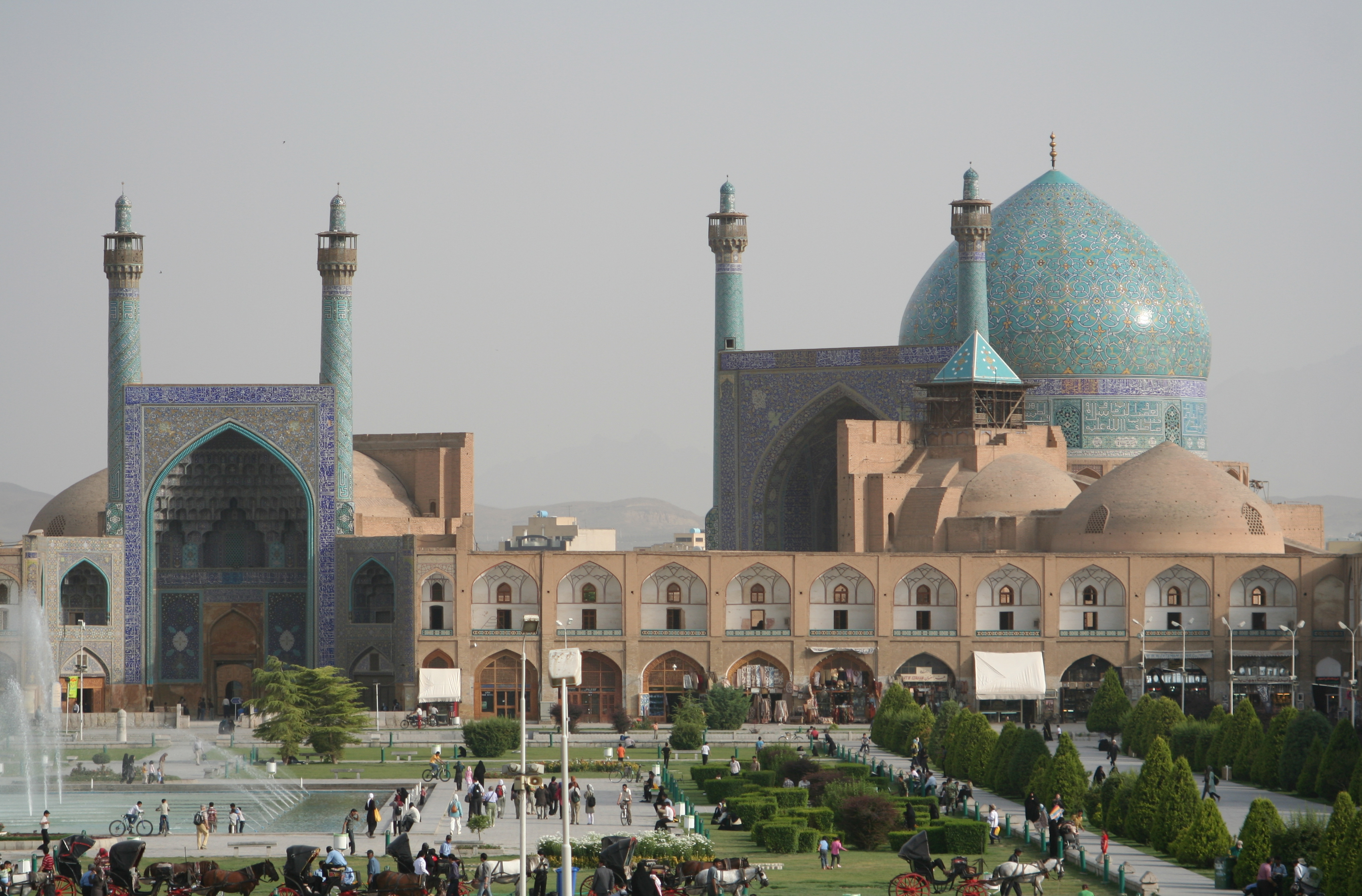
la Moschea dello Scià.

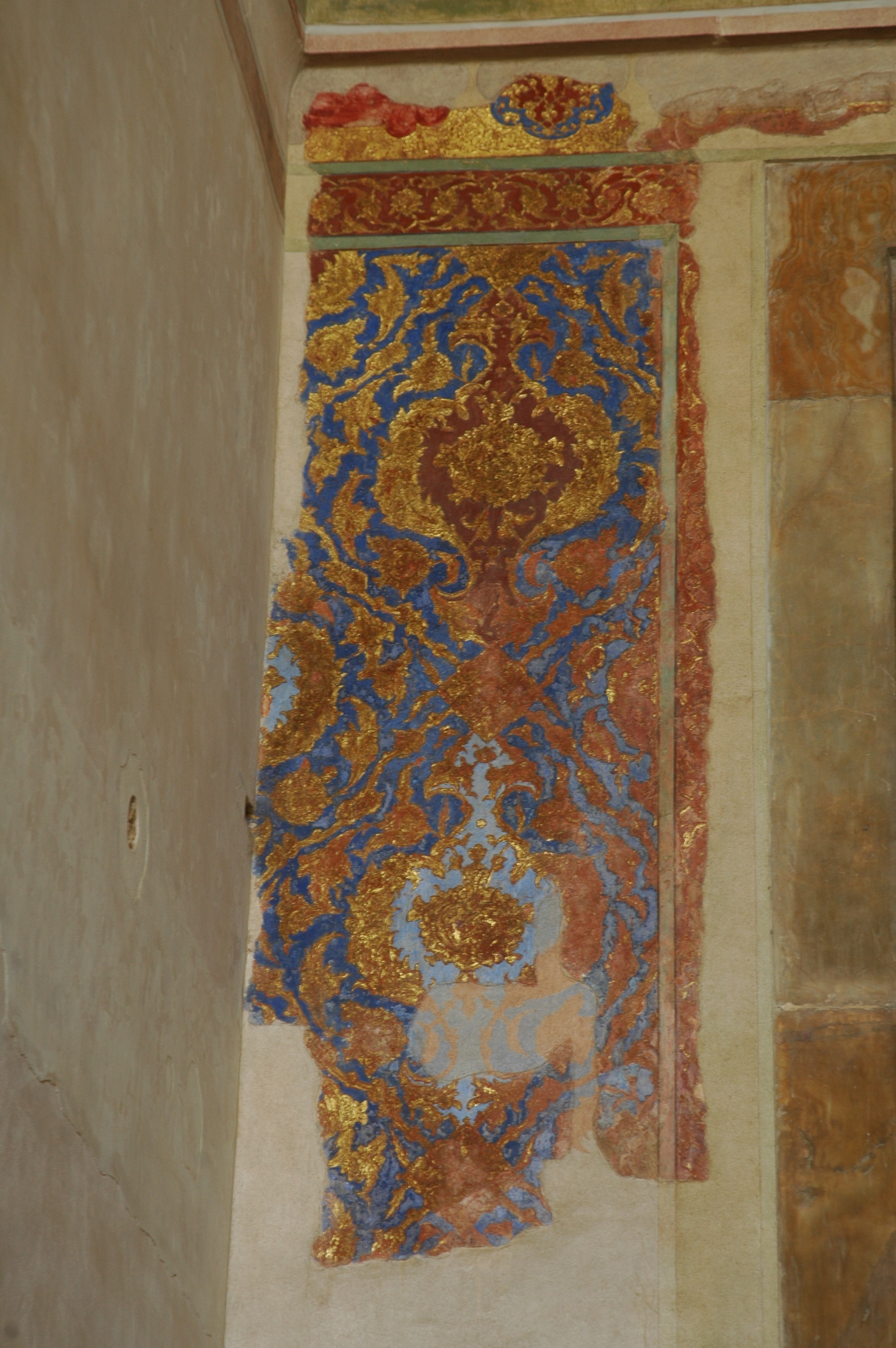
Dettaglio del Palazzo Ali Qapu

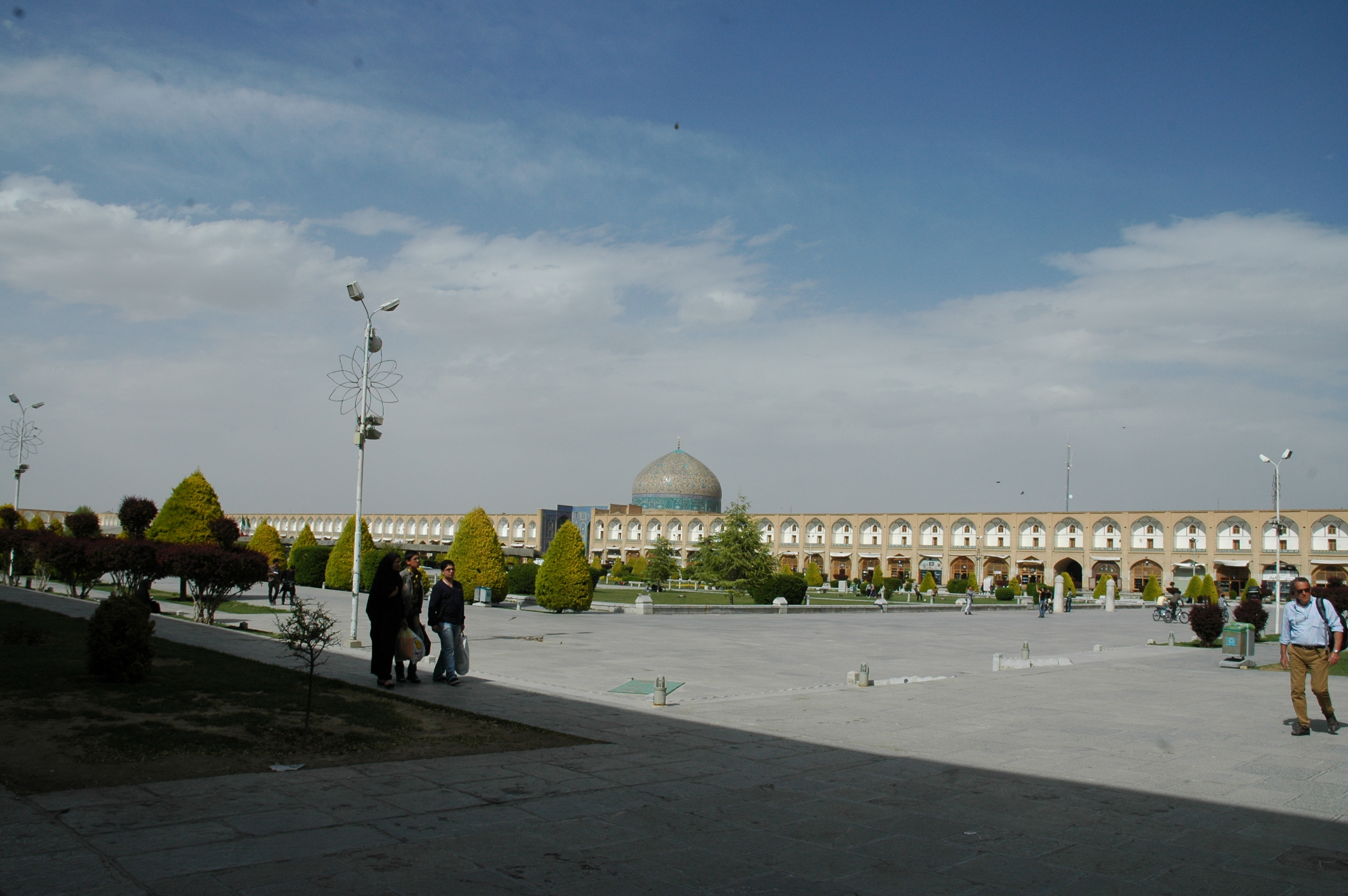
La Piazza Imām Khomeini

Il breve inventario archeologico compilato da André Godard elenca oltre cinquanta strutture di vario tipo, una cifra ancora minima rispetto alle 162 moschee, 48 madrase, 1.802 caravanserragli e 273 bagni enumerati tra il XI e il XVII secolo dal viaggiatore Jean Chardin.
Esfahān divenne importante nel Cinquecento sotto la dinastia safavide con lo scià ʿAbbās I il Grande, il quale diede l'impronta architettonica della città che tuttora vanta. Presenta vestigia straordinarie quali:
- la Piazza Imām Khomeini, chiamata ufficialmente Meydān Naqsh-e Jahān (ovvero "Piazza Metà del Mondo") e un tempo Meydān-e Shāh ("Piazza dello Scià", sottintendendo ʿAbbās I). È una delle piazze più grandi del mondo e tutto il suo complesso è stato dichiarato dall'UNESCO Patrimonio dell'umanità nel 1979.
- la Moschea dello Scià (in persiano مسجد شاه‎, Masjid-e Shāh) è la principale moschea della città che sorge sul lato Sud di Piazza Naqsh-e jahān (Meydān Naqsh-e jahān). Venne eretta a partire dal 1629 su ordine dello scià ʿAbbās I il Grande, è una delle più rinomate dell'Iran islamico.
- il Palazzo Ali Qapu che sorge anch'esso sulla grande piazza, venne eretto all'inizio del XVII secolo come residenza degli Scià di Persia.

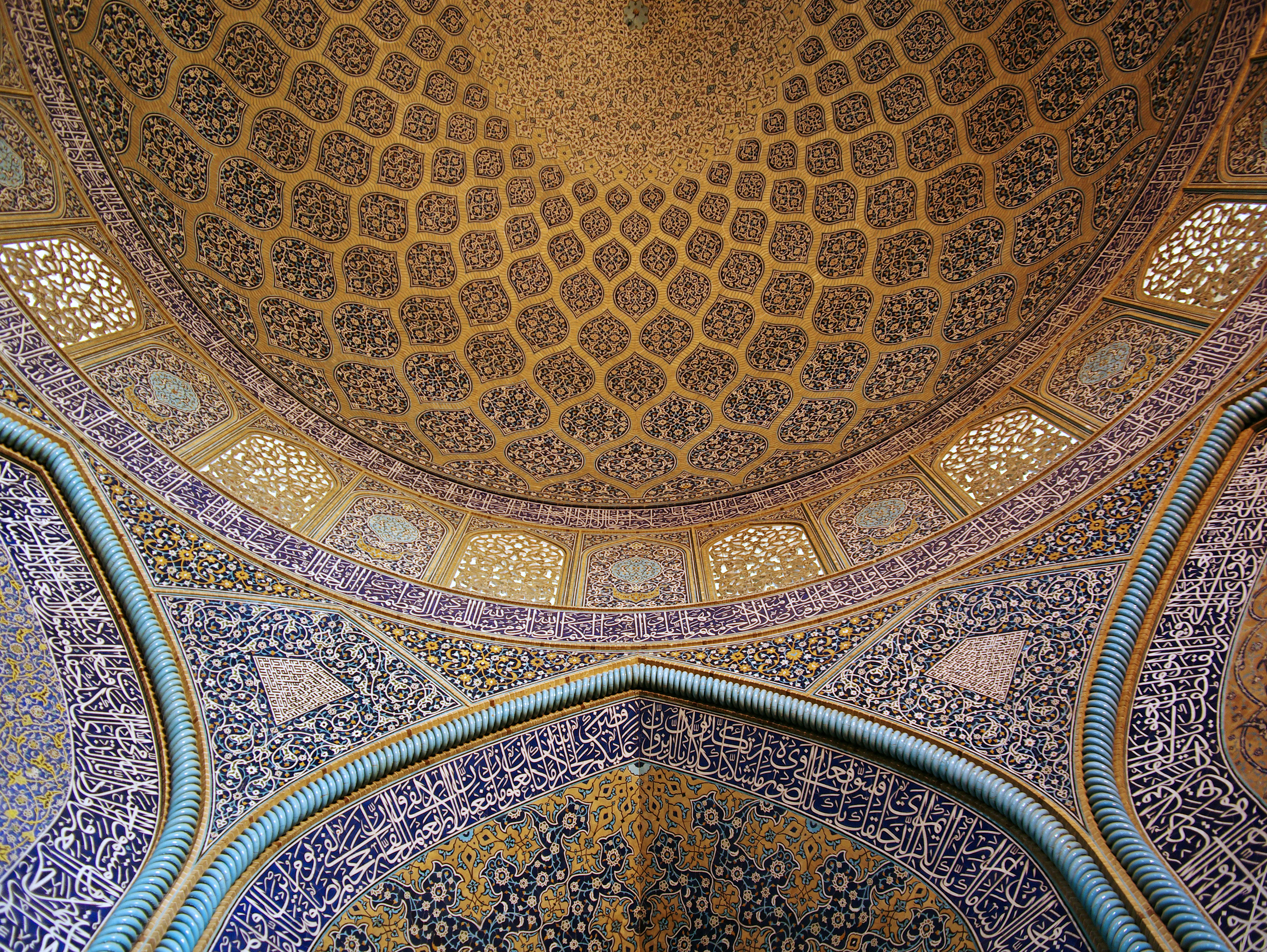
La cupola della Moschea dello sceicco Loṭf Allāh vista dall'interno.

- la Moschea dello sceicco Lotfollah venne eretta fra il 1602 ed il 1619, durante il regno dello scià 'Abbas I il Grande anch'essa sulla piazza sulla Piazza Naqsh-e jahān. La moschea venne così nominata in onore dello sceicco Loṭfollāh Maysī al-ʿĀmilī, un uomo dotto dell'epoca che su invito dello scià si stabilì in città.
- la Moschea del Venerdì (Masjid Jāmiʿ) è probabilmente l'espressione architettonica più importante della dominazione selgiuchide in Persia (1038-1118).
- il Si-o-se Pol, che significa "Ponte dei 33 archi", detto anche "ponte Allāhverdī-Khān" è uno degli undici ponti della città. Considerato uno dei più famosi esempi dei ponti costruiti dalla dinastia Safavidi all'inizio del XVII secolo.
- il ponte Khaju
- la Cattedrale di Vank, cuore della Chiesa apostolica armena in Iran.
- I minareti oscillanti, una moschea che presenta due minareti la cui oscillazione del primo determina una risonanza nel secondo.
- Chehel Sotoun un ottimo esempio di giardino persiano Patrimonio UNESCO.
- Hasht Behesht, dimora di piacere degli scià safavidi.
- Gran Bazar
- Tschahār Bāgh, viale giardino
- Madrasa Madar-i Shah, madrasa della madre dello Scià

## Società

### Etnie e minoranze etniche
Nelle zone montuose attorno a Esfahan vi sono alcune comunità di bakhtiari, nonché piccole comunità di armeni e georgiani. In città vi sono anche degli ebrei, che secondo Beniamino di Tudela ammontavano a 15.000 nel XII secolo. Nell'Ottocento il loro numero si era ridotto a 3.700.
Vi è anche un'importante comunità di armeni, giunti in città ai tempi di ʿAbbās I il Grande e insediatisi nel quartiere di Nuova Julfa. Alla fine del XVII secolo raggiunsero i 30.000 abitanti, ma le persecuzioni successive perpetrate ai loro danni ridussero drasticamente il loro numero sino a 2.000 persone nel 1899.

## Economia
L'ottima fertilità del suolo di Esfahan ha consentito un considerevole sviluppo dell'agricoltura: i principali raccolti consistono in cereali (grano, orzo, miglio, riso), colture industriali (oppio, cotone, tabacco, zafferano, robbia, legumi e semi oleosi, nonché ortaggi ed erbe aromatiche.
L'allevamento, in particolare di cavalli, muli e cammelli, è la principale attività delle zone montuose attorno a Esfahan.
Le industrie tradizionali della città includono quella tessile - cotone, seta e lane, broccato e moquette - ma anche quella alimentare e metallurgica. Le industrie moderne, a parte la siderurgia, sono quelle legate alla raffinazione del petrolio.

## Amministrazione

### Gemellaggi
- San Pietroburgo
- Firenze
- Istanbul
- Friburgo in Brisgovia
- Barcellona
- Il Cairo
- Iaşi
- Erevan
- Kuala Lumpur

## Sport
Esfahan è sede di varie squadre di calcio, le più importanti delle quali sono il Sepahan e lo Zob Ahan.

## Riferimenti nella letteratura
- Gilbert Sinoué ha scritto La via per Isfahan in cui si racconta di un viaggio nella città.
- Nei primi del '900 Robert Byron ha scritto su Isfahan nel suo La via per l'Oxiana.
- Parte del romanzo “Medicus” di Noah Gordon é ambientato nella Isfahan dell’XI secolo.
- In Lettere persiane, romanzo epistolare di Montesquieu, i due protagonisti, Usbek e Rica, provengono da Isfahan, verso la quale spediscono e ricevono epistole.
- Nel libro "La polvere del mondo", di Nicolas Bouvier, i protagonisti fanno tappa proprio nella città di Isfahan (fonte A.D.M.).
- A Esfahan si svolgono parte delle vicende narrate dallo scrittore ed educatore italiano Fabio Geda nel racconto, ispirato al viaggio attraverso il Pakistan e l'Iran del ragazzo afgano Enaiatollah Akbari, Nel mare ci sono i coccodrilli, successo editoriale del 2010. In particolare, viene citato: "C'è un detto, in Iran, che dice: Esfahan nesf-e-jahan, che significa: Esfahan è metà del mondo" (Milano, Baldini Catoldi Dalai Editore, 2010, p.63).

## Galleria d'immagini

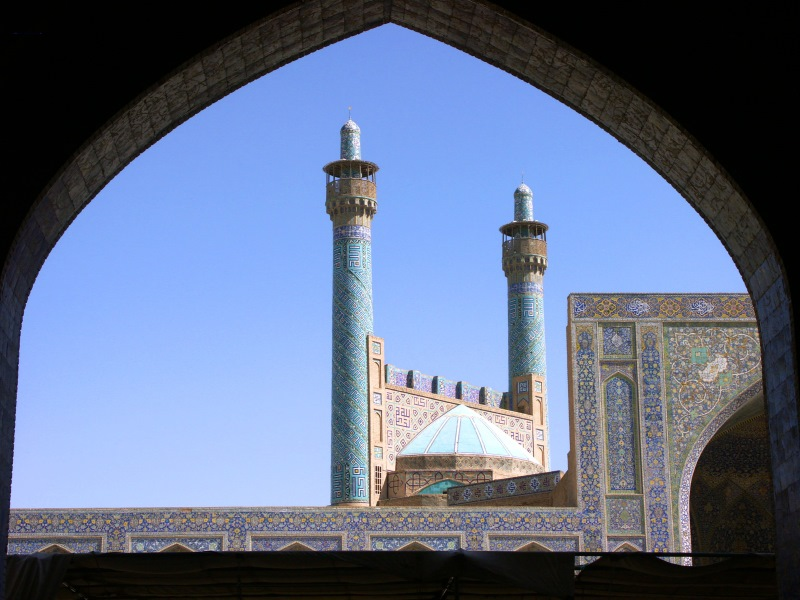
Minareti della Moschea dello Scià.
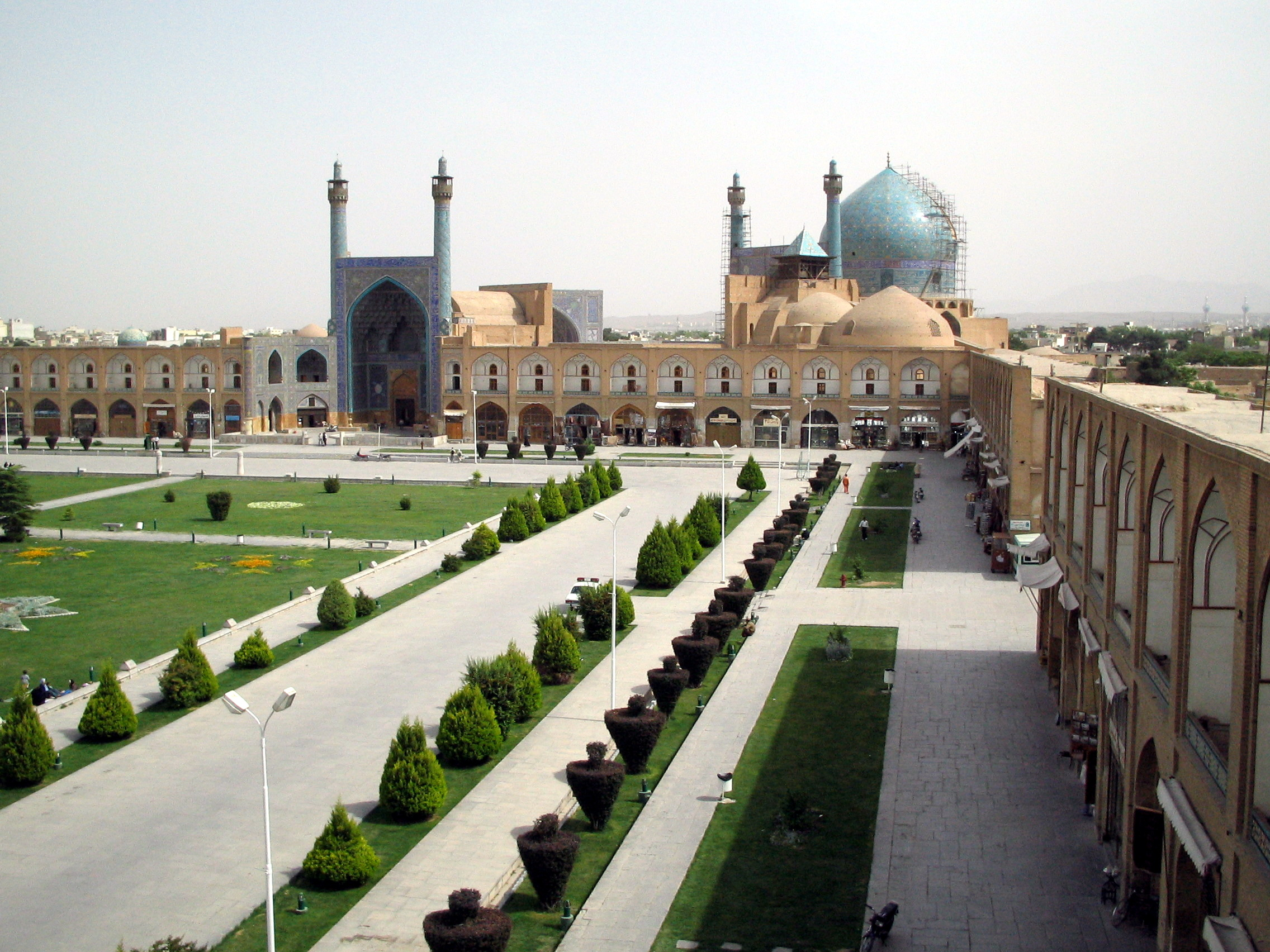
La Piazza Naqsh-e jahàn.
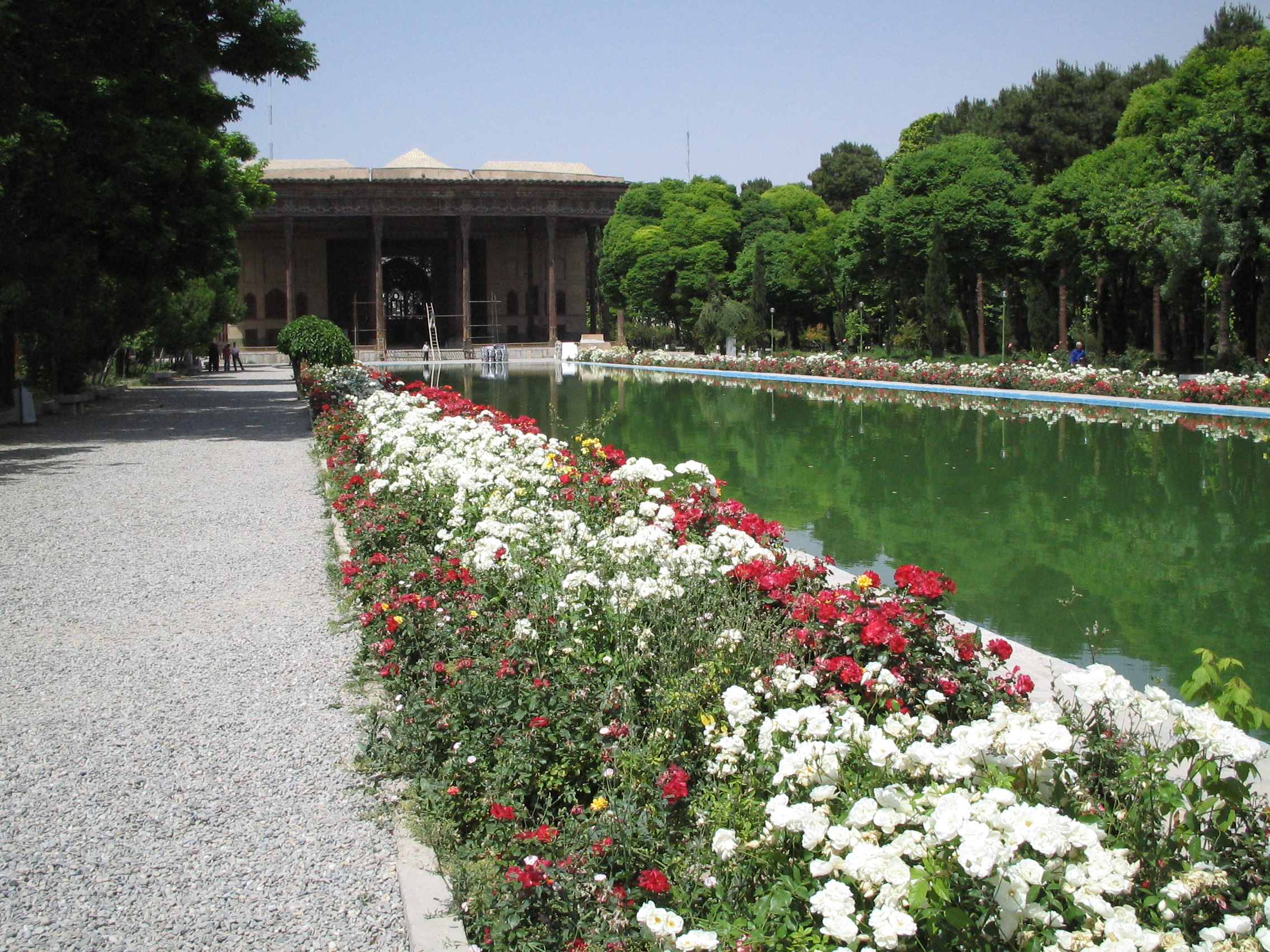
Chehel Sotoun, il Palazzo delle Quaranta Colonne.
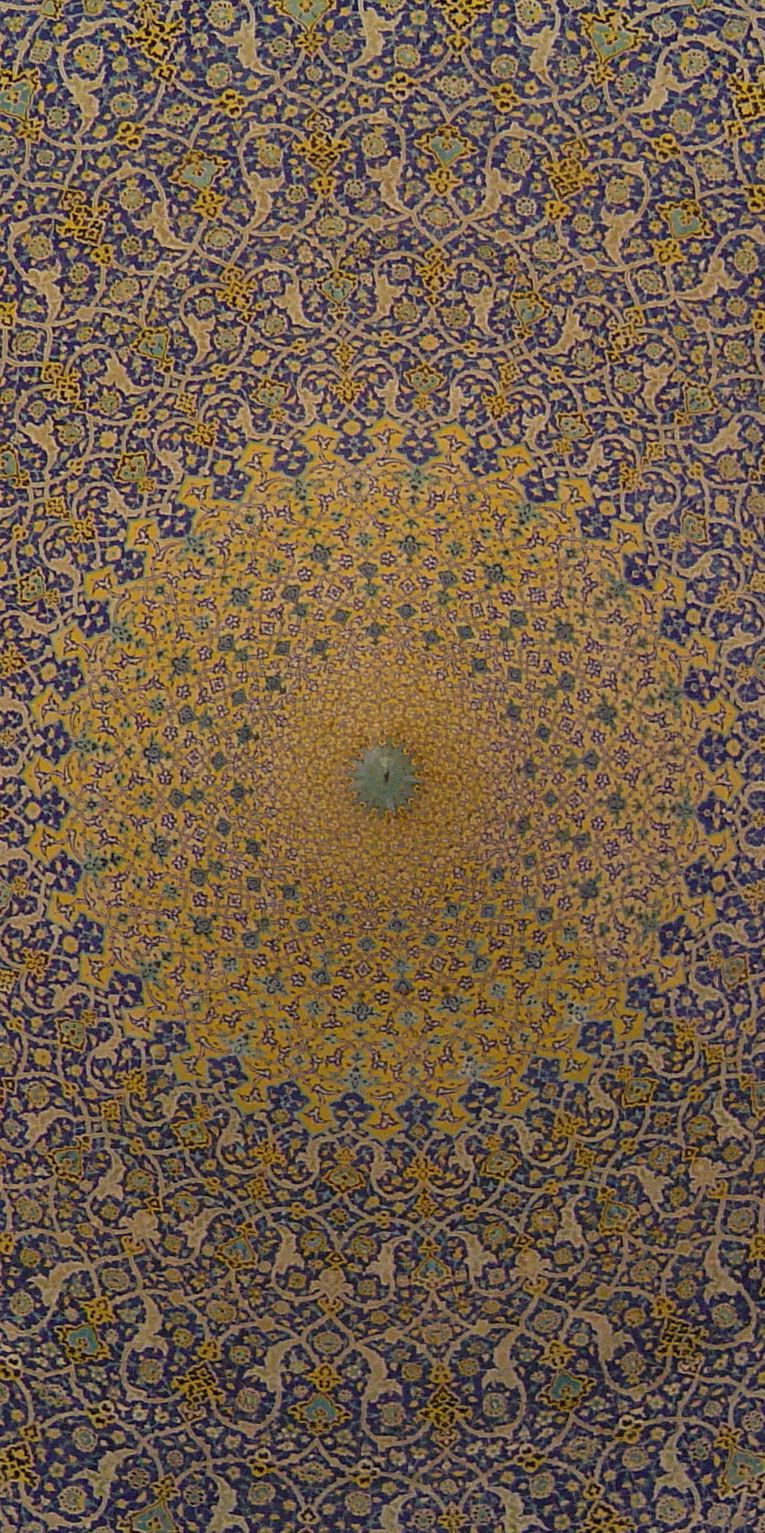
particolare della cupola della Moschea dello sceicco Loṭf Allāh.
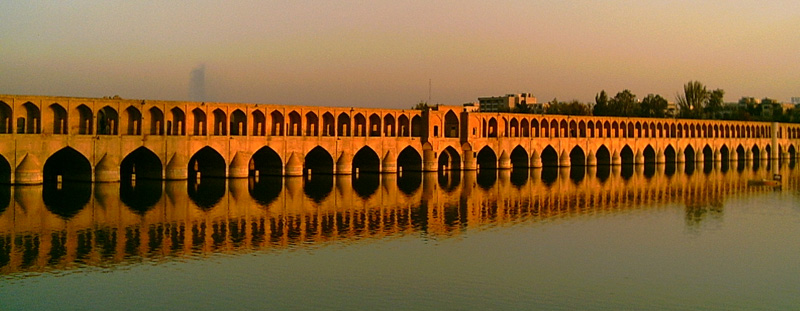
Il famoso Si-o-se Pol (Ponte dei 33 archi), che scavalca lo Zayandeh rud, è considerato il più limpido esempio di ponte safavide.
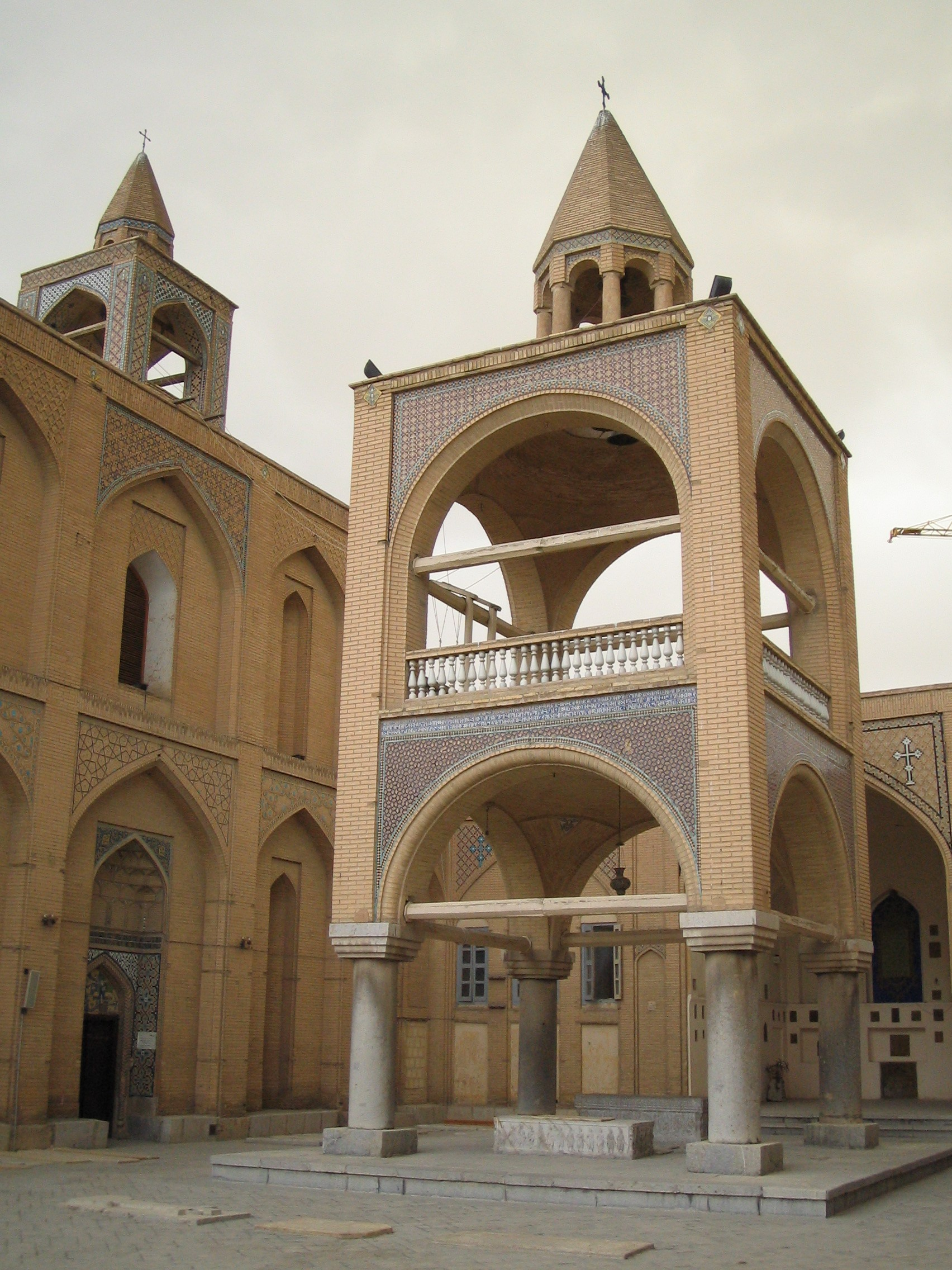
Kelisa-e Vank ("Chiesa di Vank"), la cattedrale armena di Vank.
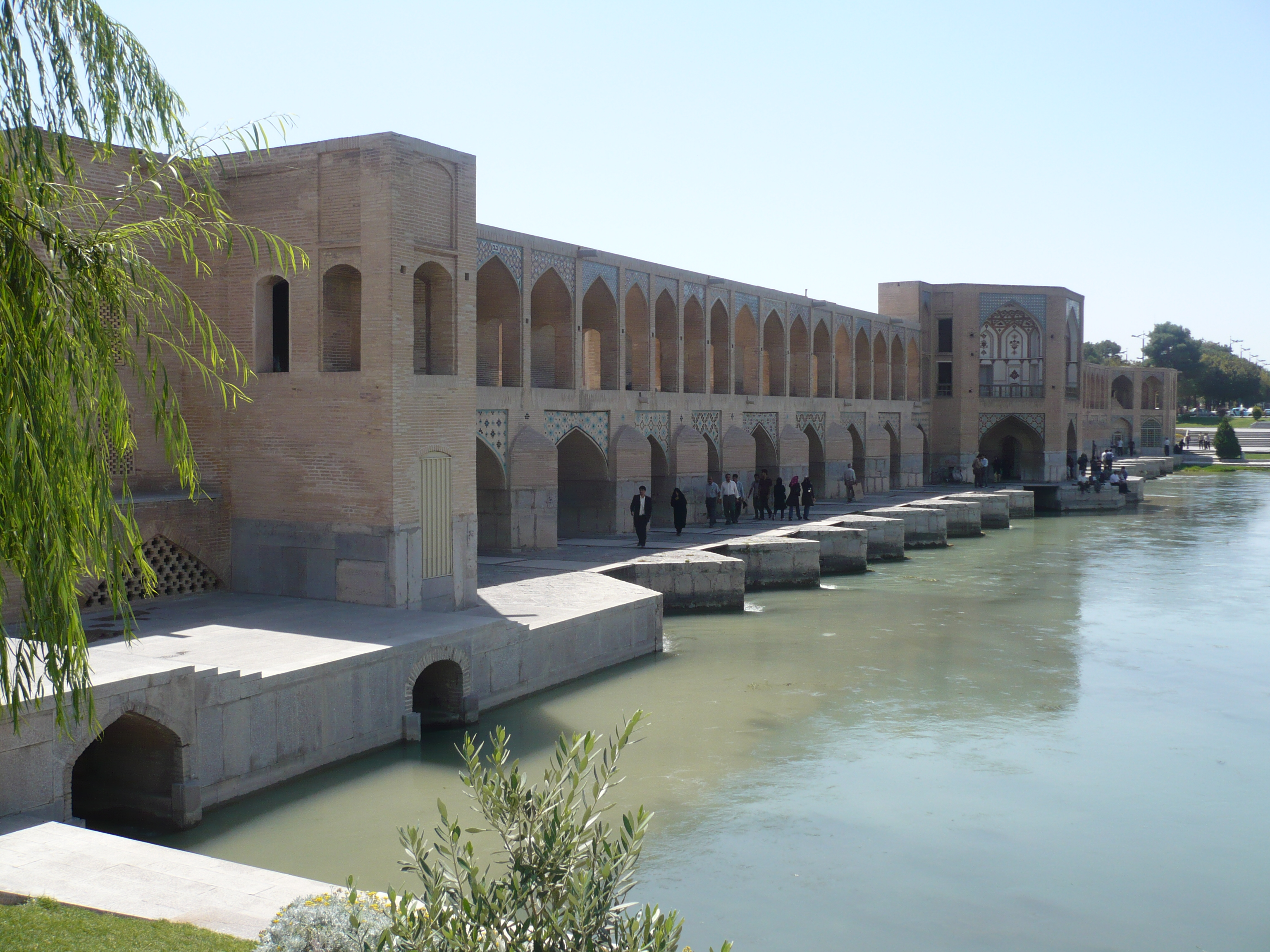
Pol-e Khaju, Ponte Khaju, costruito dallo scià ʿAbbas II intorno al 1650.
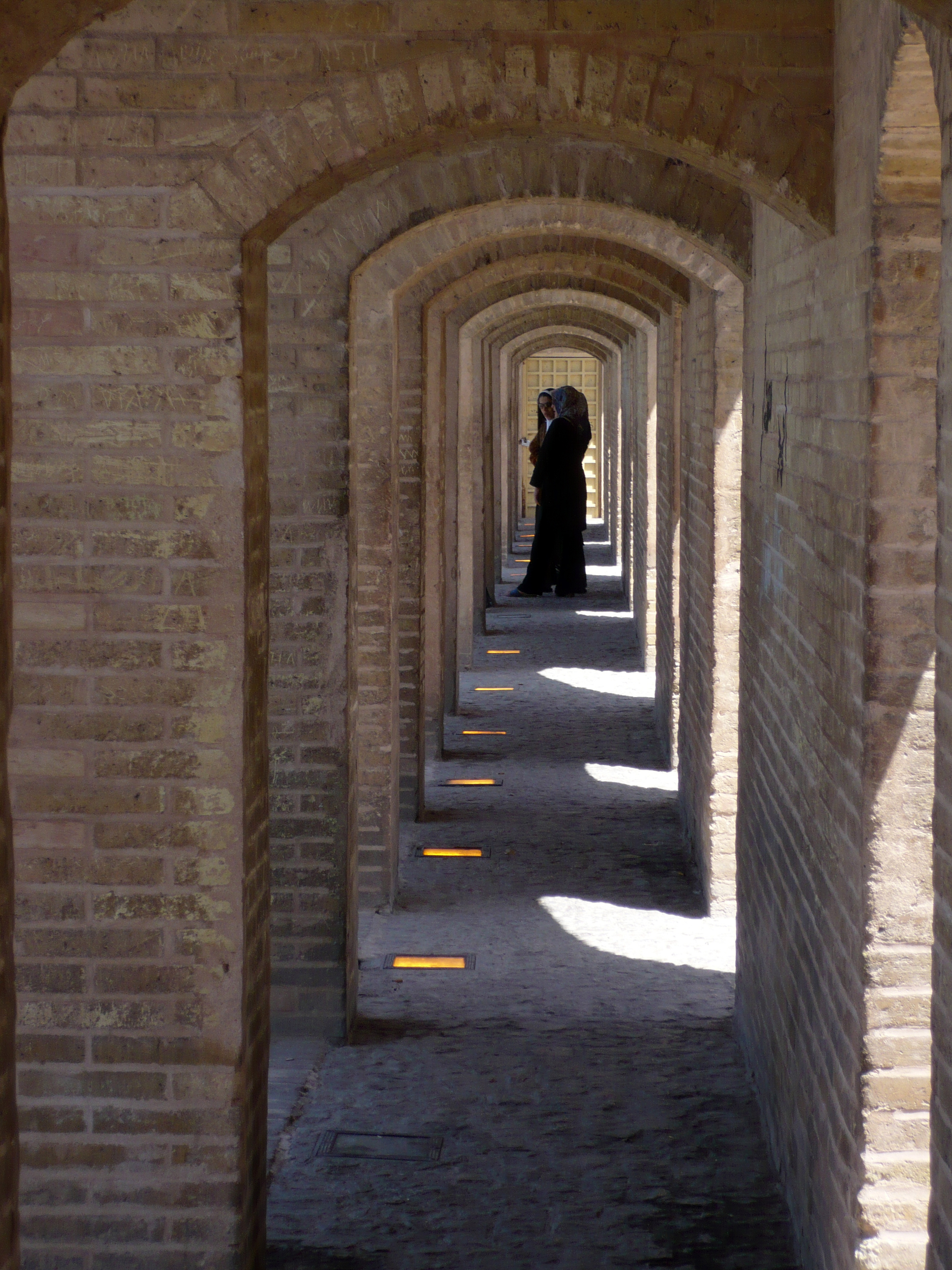
Pol-e Khaju, Ponte Khaju particolare dei portici.
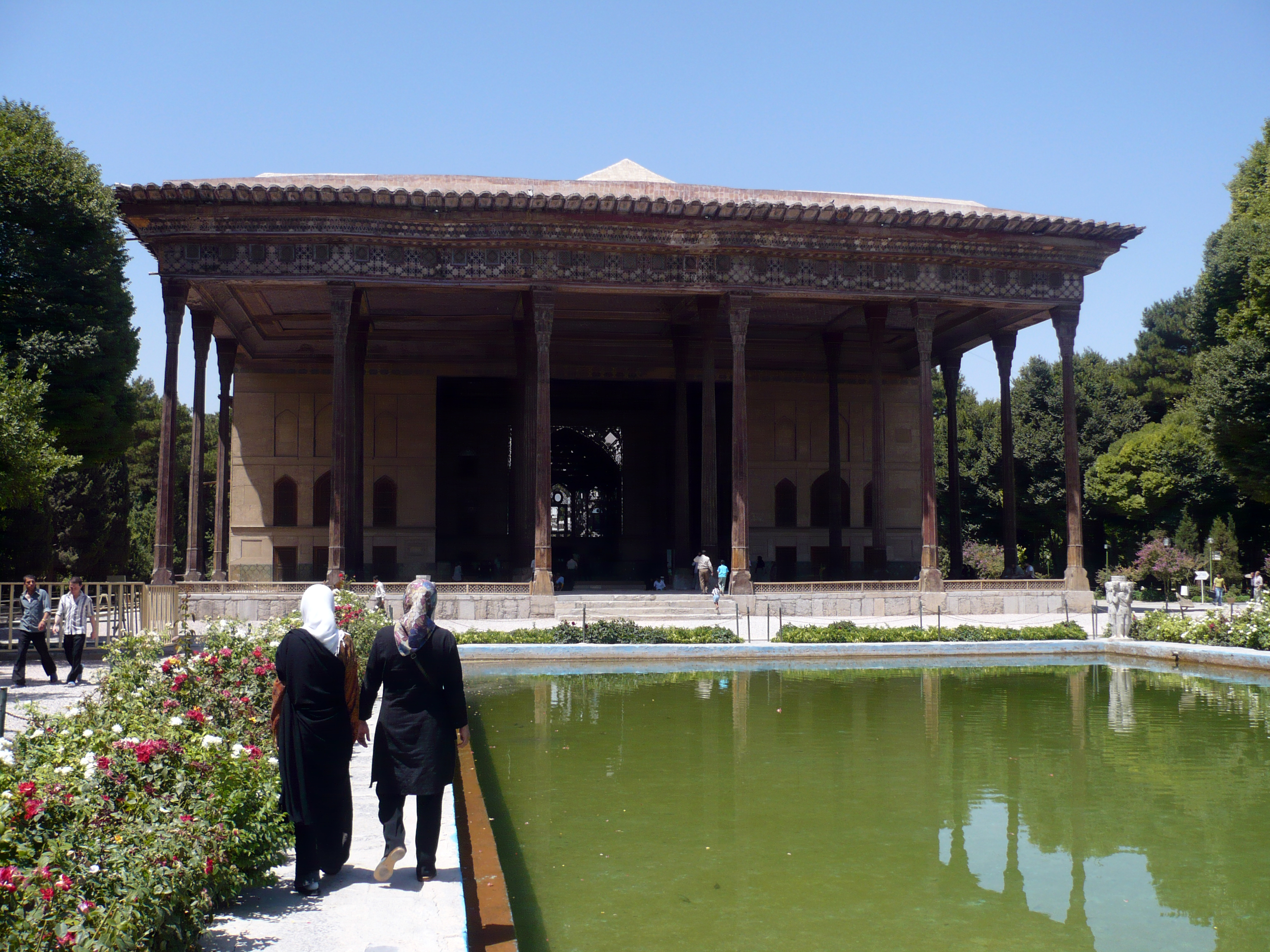
Chehel Sotoun, costruito come palazzo reale alla fine del XVI secolo e ampliato dallo scià ʿAbbas II. Il palazzo ha 20 colonne ma viene chiamato Chehel Sutun "Quaranta Colonne" perché riflettendo nella piscina di fronte al palazzo le venti colonne si raddoppiano.
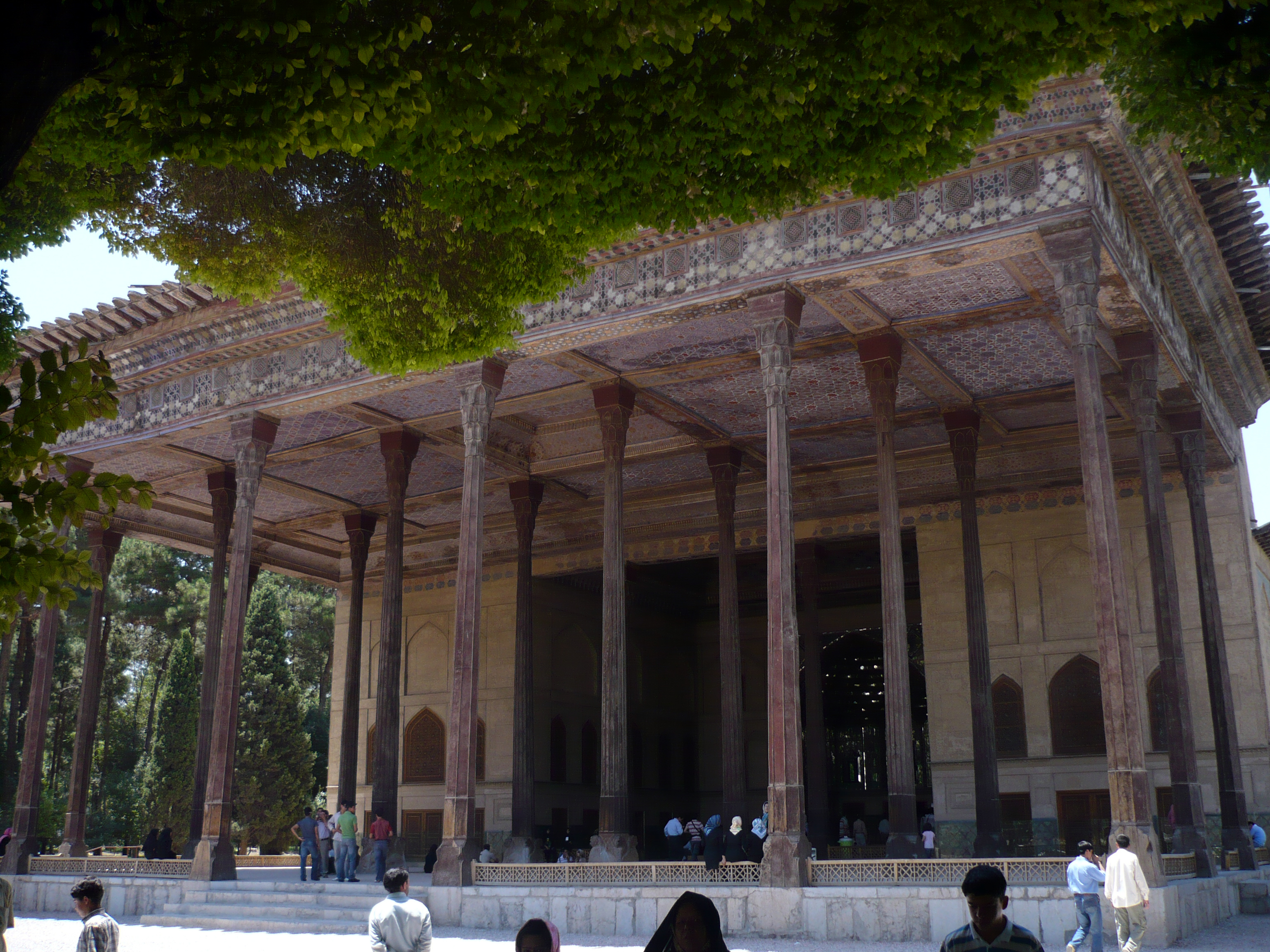
Chehel Sotoun, particolare delle colonne.
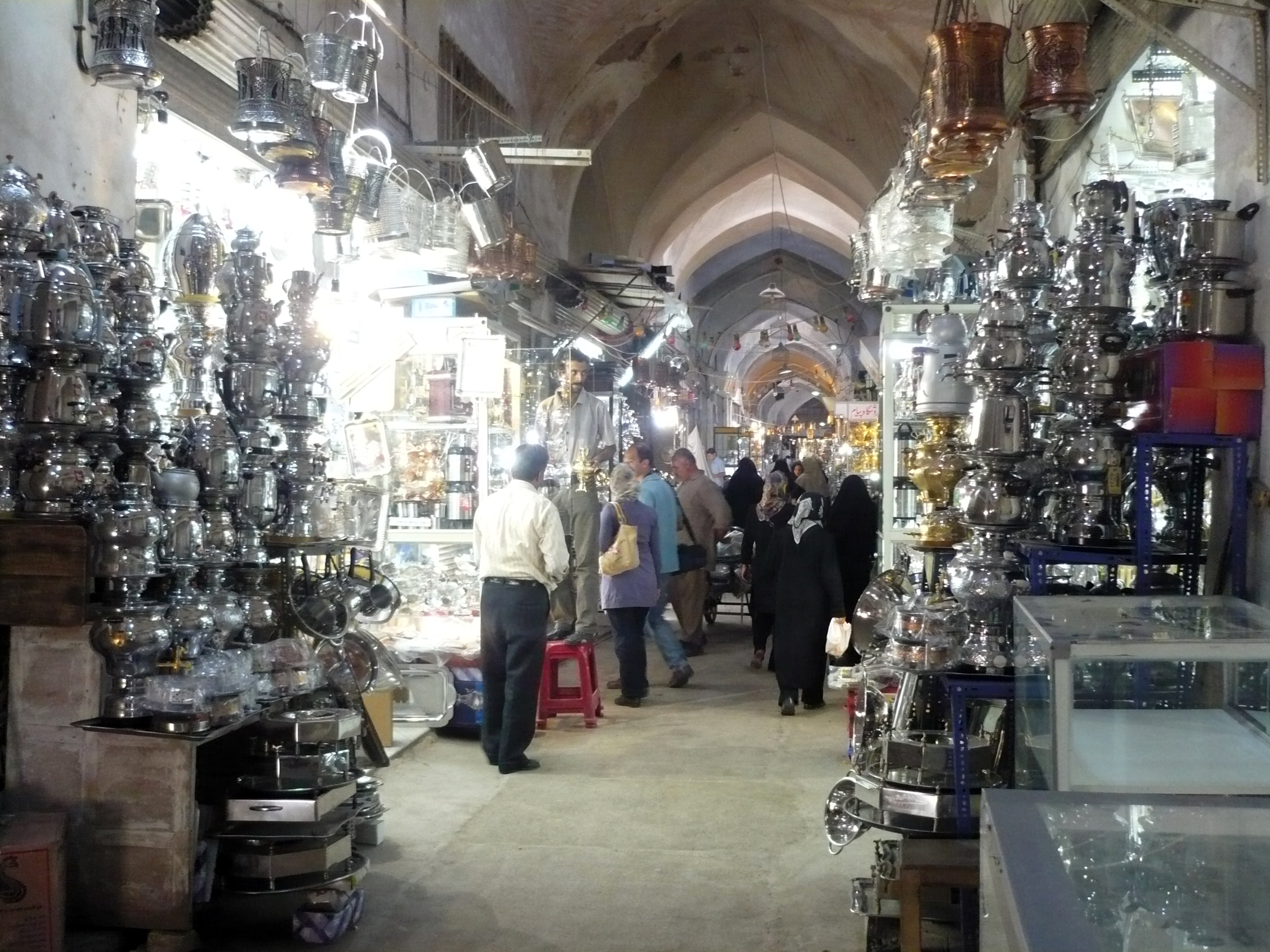
Bazar di Esfahan, venditori di samovar.
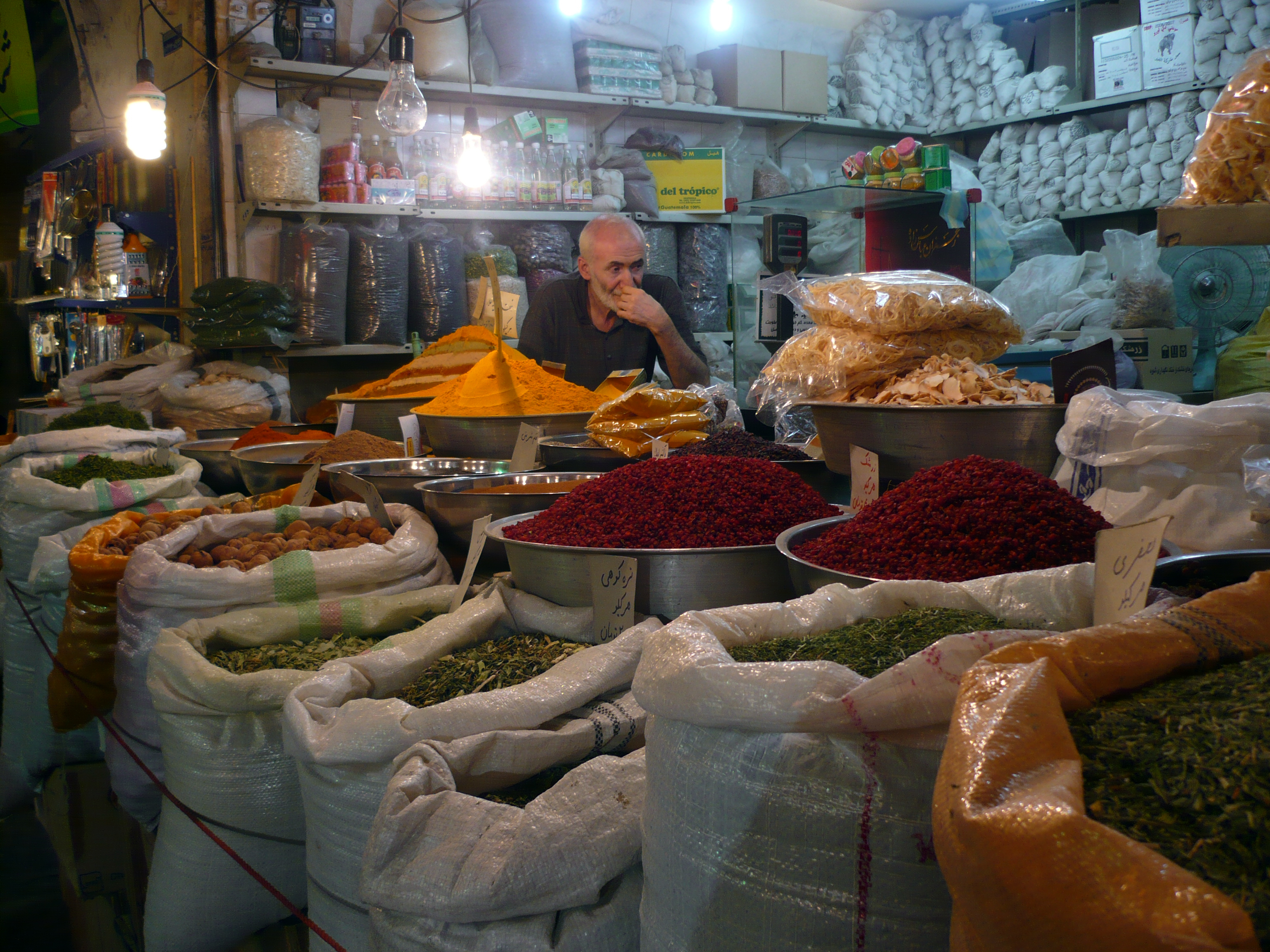
Bazar di Esfahan, venditore di spezie.
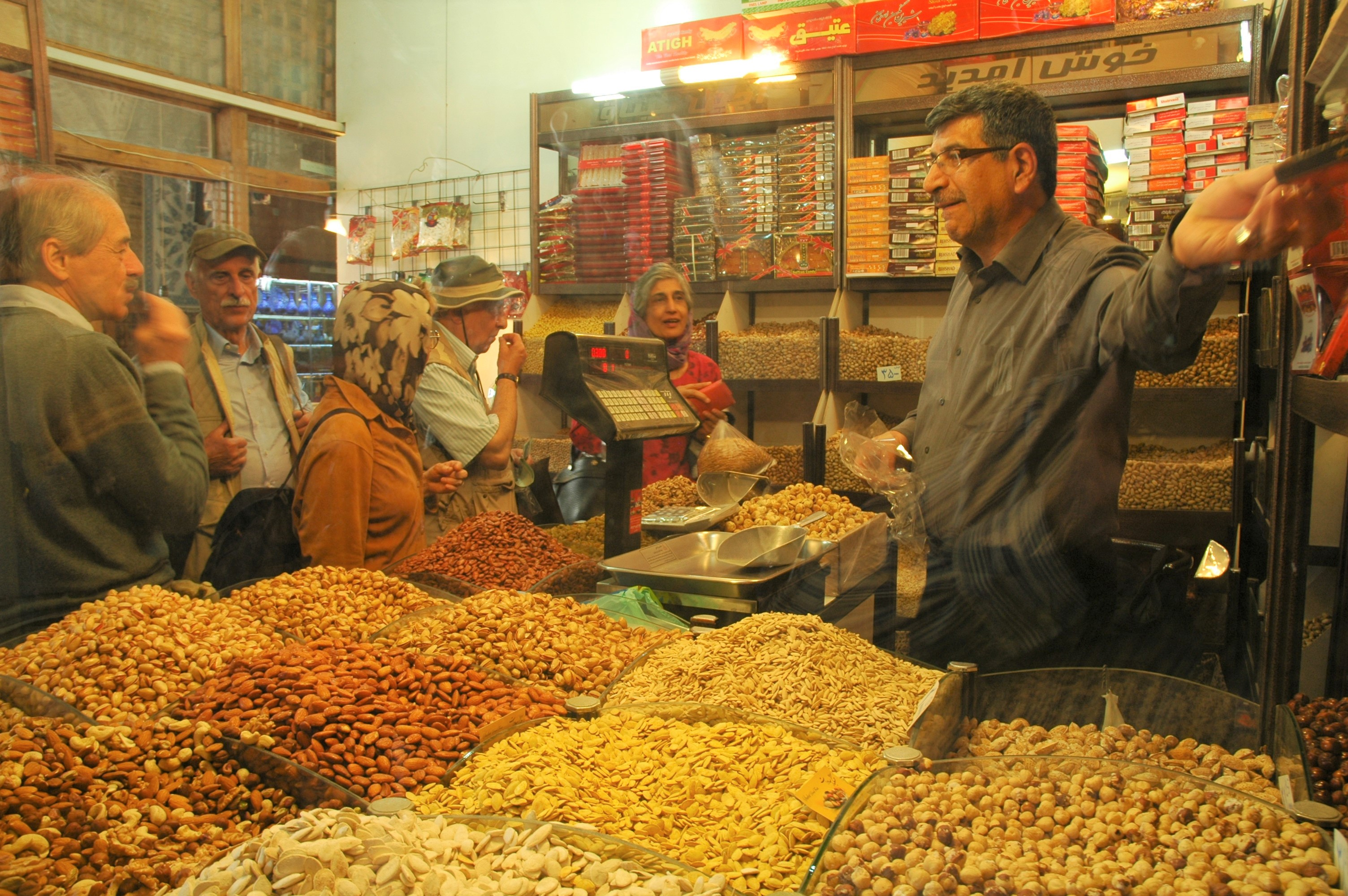
Negozio di frutta secca al Bazar di Esfahan
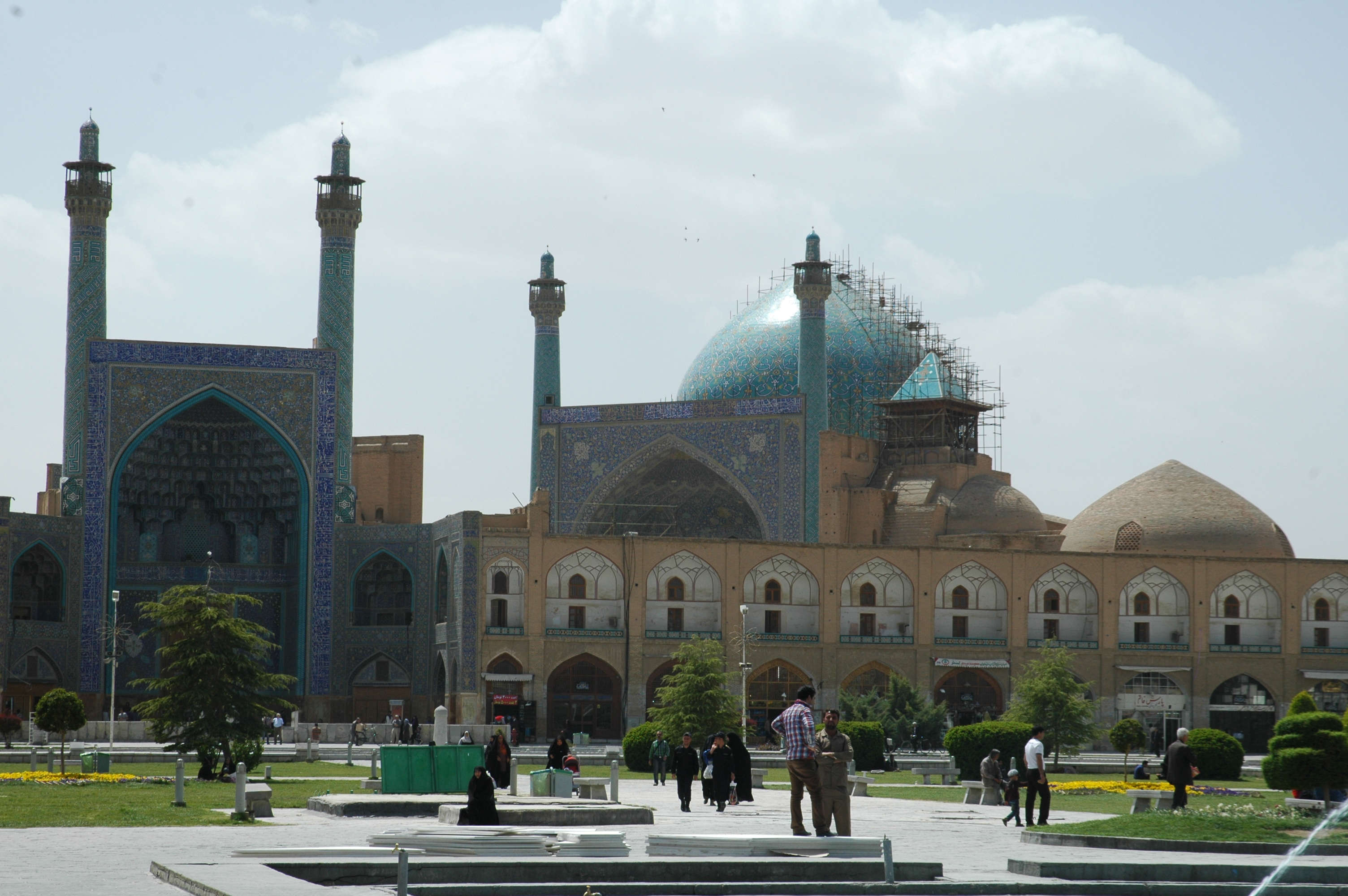
La Piazza Imām Khomeini
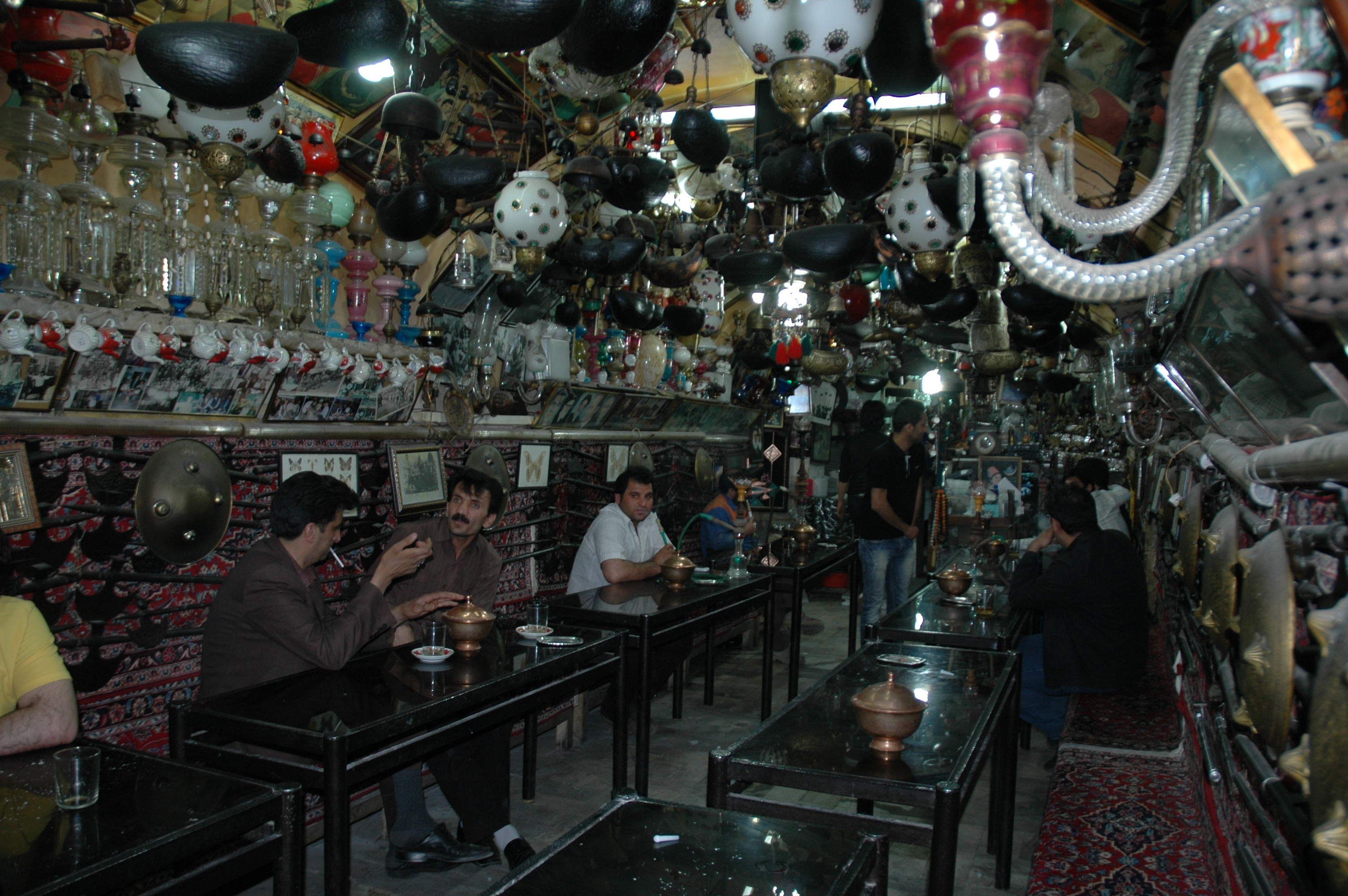
Un locale per fumatori di narghilè